# 誘導放出

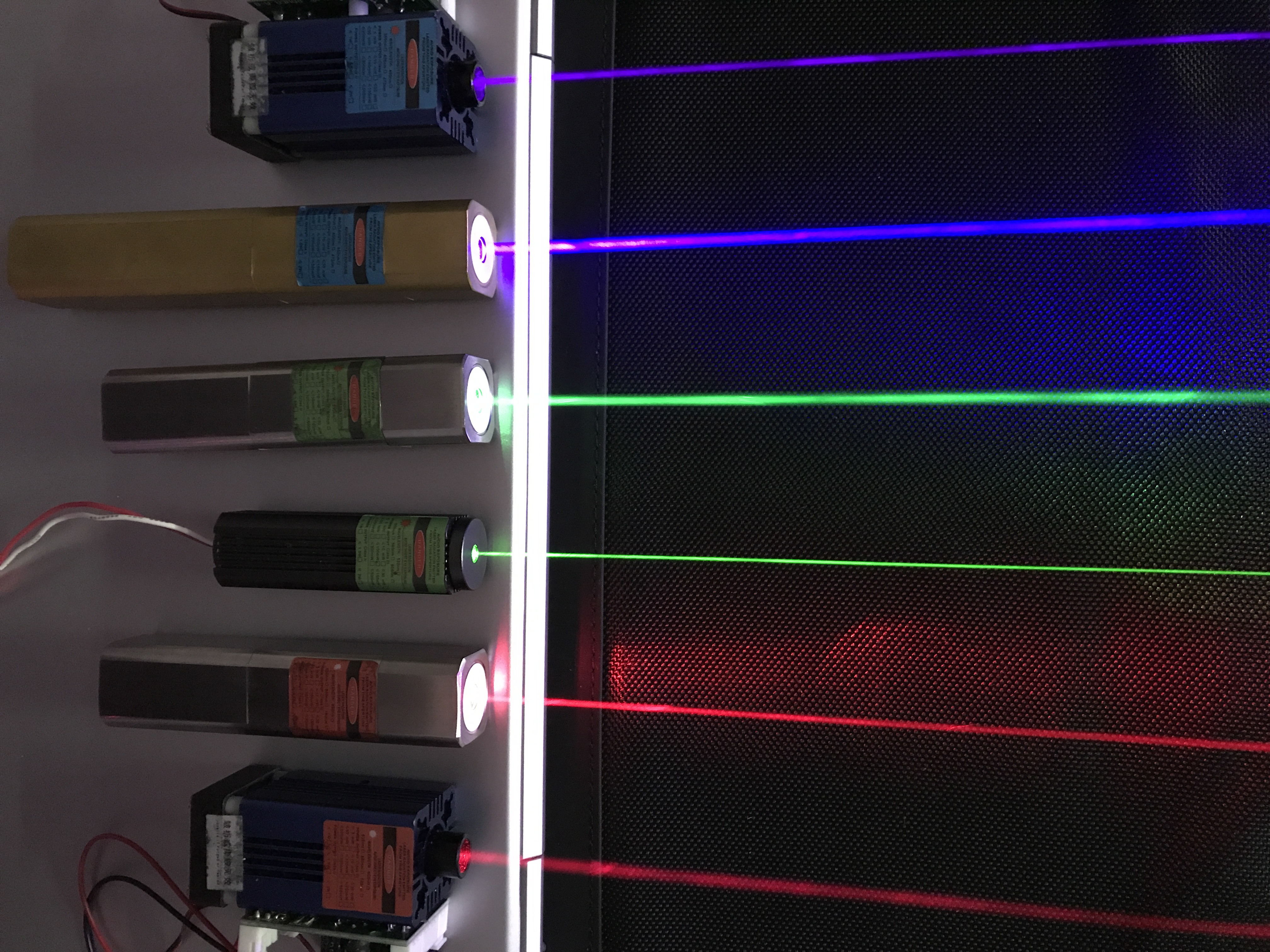
誘導放出のレーザー

誘導放出（ゆうどうほうしゅつ、英: stimulated emission）とは、励起状態の電子（あるいは分子）が、外部から加えた電磁波（光子）によってより低いエネルギー準位にうつり、その分のエネルギーを電磁波として放出する現象である。
このとき放出される光子は、外部から入射した光子と同じ位相、周波数、偏光を持ち、同じ方向に進む特徴（コヒーレント）を持つ。
誘導放出を利用することで、光を位相や波長を揃えて増幅することができ、レーザーの発振などに応用されている。

## 誘導放出・自然放出・吸光

誘導放出の概念図

誘導放出が起こるには外界の電磁場との相互作用が必要となる点で、自然放出とは区別される。
また、よく似た現象として吸光現象があるが、こちらは誘導放出の逆過程で、吸収された光子のエネルギーは、電子を低いエネルギー準位からより高いエネルギー準位へ励起するのに使われる点で異なる。熱平衡状態にある媒質では、低いエネルギー準位にいる電子が高いエネルギー準位にいる電子より数多く存在するために、誘導放出より吸光のほうが起こりやすい。
誘導放出を吸光過程より優位に起こすためには、高いエネルギー準位にいる電子を低いエネルギー準位にいる電子より多く分布させる（反転分布）必要があり、そのときに限り誘導放出を利用して光を増幅させることが可能となる。そのような媒質をレーザー媒質などと呼ぶ。
誘導放出現象は、アルベルト・アインシュタインによって、量子力学の枠組みの中から理論的に発見された。量子力学において誘導放出は光子のやりとり、つまり量子化された電磁場によって記述される。

## 応用
たとえば半導体レーザーなどの場合、ナノメートル単位の大きさの量子井戸にエネルギー準位の揃ったキャリアを集中的に注入することで反転分布を形成していて、さらに効率よく発振させる工夫として、光共振器で放出光をフィードバックすることなどが施されている。
誘導放出は、発光遷移の確率を高めることで発光ダイオードなどの発光効率の向上にも応用できる。このような誘導放出による高効率発光はスーパールミネセンスなどと呼ばれる。
原子（または分子）における誘導放出現象は、マイクロ波の増幅や、発振器に用いられる。原子周波数標準に用いられる水素メーザーなどが代表的な応用例である。